# Tomasz Dedek
Tomasz Michał Dedek (sinh ngày 20 tháng 9 năm 1957 tại Rawa Mazowiecka) là một diễn viên điện ảnh và diễn viên sân khấu người Ba Lan.

## Tiểu sử
Tomasz Dedek tốt nghiệp Khoa Diễn xuất của Học viện Nghệ thuật Sân khấu Quốc gia Aleksander Zelwerowicz ở Warsaw vào năm 1981 và không lâu sau đó trở thành một diễn viên trong Nhà hát Ateneum ở Warsaw.
Ngày 4 tháng 11 năm 2007, Tomasz Dedek công khai thừa nhận việc từng làm cộng tác viên bí mật của Służba Bezpieczeństwa (một cơ quan an ninh nội bộ cộng sản dưới thời Cộng hòa Nhân dân Ba Lan) và đã nhận tiền từ SB để đổi lấy thông tin. Sự cộng tác này kết thúc vào năm 1979.

## Thành tích nghệ thuật
- 1982: Przesłuchanie
- 1984: Thais - Cheron
- 1984: Piotr - Herbert Bielas
- 1985: Miłość z listy przebojów - Piotr
- 1989: Labirynt
- 1992: Czarne Słońca - Wilk
- 1992: Pigs - Wawro
- 1993: Schindler's List – Gestapo #1
- 1994: Dogs 2: The last blood - Wawro
- 1995: Les Milles
- 1995: Pułkownik Kwiatkowski
- 1997: Nocne graffiti - Maly
- 1997: Wezwanie
- 1997: Sztos
- 1998: Taekwondo - Chủ tịch câu lạc bộ thể thao
- 1998: Amok
- 1999: Fuks
- 1999: Pan Tadeusz
- 2000: Enduro Bojz
- 2001: Pieniądze to nie wszystko - Dziobaty
- 2001: Poranek kojota - Maly
- 2002: Where Eskimos Live
- 2002: Haker - Cha của Adam
- 2003: Pogoda na jutro - Policjant
- 2005: Siedem grzechów popcooltury - Mojzesz
- 2009: Generał Nil - Tướng Stanislaw Tatar
- 2010: Mala matura 1947 - Giáo sư Podkowinski
- 2013: Bilet na ksiezyc
- 2016: Historia Roja - Jan Wodzynski